# Нини Маршалл
Марина Эстер Травесо (исп. Marina Esther Traveso, 1 июня 1903, Буэнос-Айрес, Аргентина — 18 марта 1996, там же), более известная как Нини Маршалл (исп. Niní Marshall), — аргентинская юмористка, комическая актриса и сценаристка, прозванная Чаплином в юбке и дамой юмора.

## Биография
Марина Эстер Травесо родилась в Буэнос-Айресе в состоятельной семье Педро и Марии Анхелы Травесо в 1903 году. Когда ей было всего два месяца, умер её отец, и она воспитывалась своей матерью, которая ласково называла её «Нини». Они переехали в район Буэнос-Айреса Кабальито. Там в подростковом возрасте Нини начала сниматься в рекламе. Она познакомилась с инженером Фелипе Эдельманом, когда училась ещё в выпускном классе средней школы. Они поженились в 1922 году, через несколько месяцев после рождения их единственной дочери Анхелес. За эти знаменательными событиями последовала безвременная смерть её матери, трагедия, усугублённая тем обстоятельством, что её муж увлёкся азартными играми. Эта его страсть привела к финансовому краху их семьи, которая вскоре после этого распалась, и Нини снова вышла замуж.
Траверсо использовала свой опыт в рекламе и врождённое остроумие при получении в 1933 году работы в La Novela Semanal, известном женском развлекательном журнале. Она также сотрудничала с радио-варьете Sintonía в качестве развлекательного критика и публициста до 1934 года, появляясь также во множестве других радиопрограмм. Будучи многоязычным и плодовитым автором, она начала подписывать свои разнообразные статьи как «Мици» (исп. Mitzi). Травесо дебютировала в качестве певицы на муниципальном радио в 1936 году. В тот же период она познакомилась со своим вторым мужем, парагвайским предпринимателем Марсело Сальседо. Вскоре она начала появляться на театральной сцене Буэнос-Айреса, для выступлений там придумав двух сатирических персонажей — Кандиду (исп. Cándida) и Катиту (исп. Catita). К тому времени у неё появился и псевдоним «Нини Маршалл».

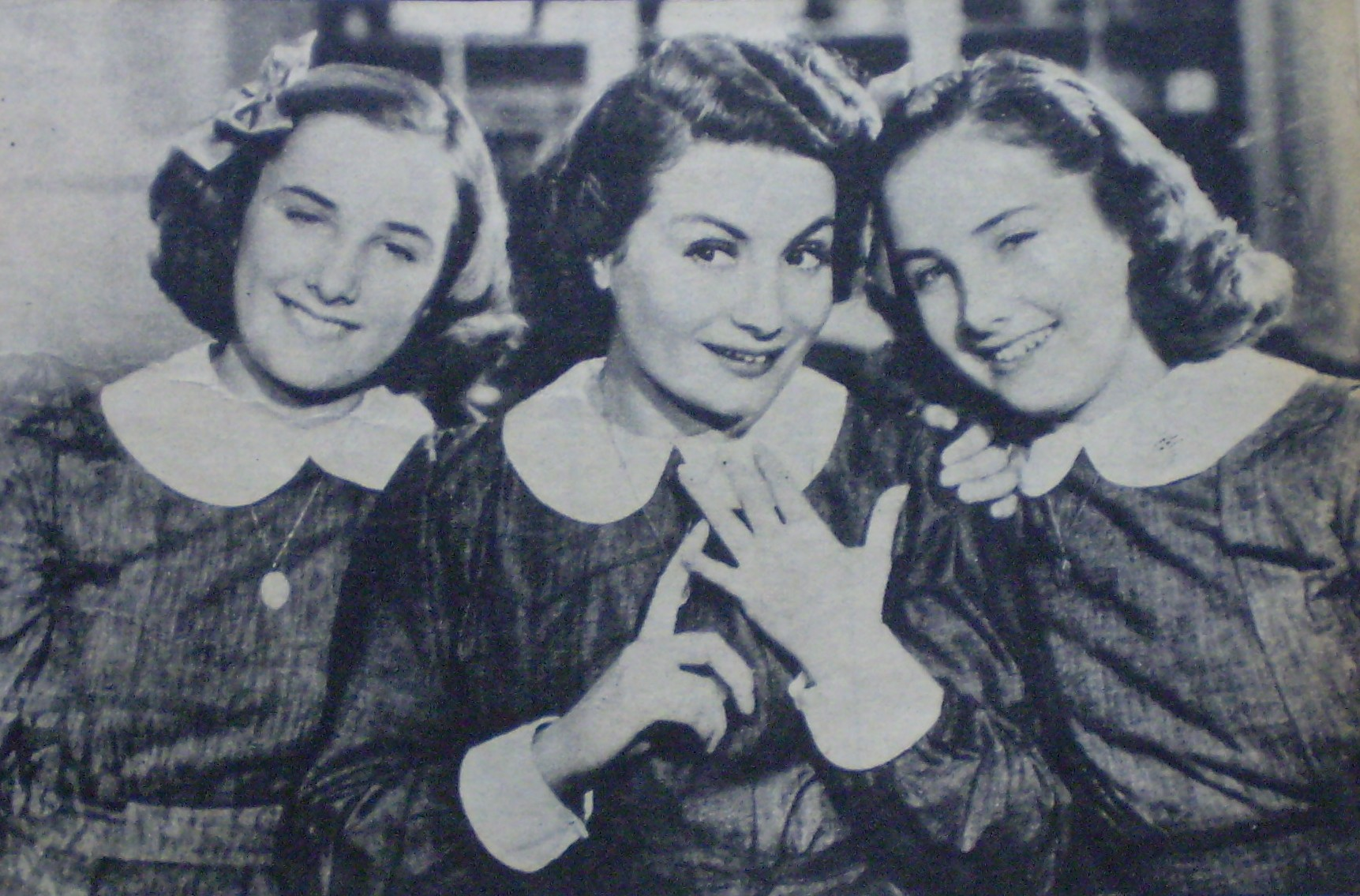
Нини Маршалл с Сильвией и Миртой Легран в фильме «Воспитание Нини» (1940)

В 1937 году Нини Маршалл была удостоена престижной премии Sensación Radiofónica за её работу в Sintonía. Также её успех привёл заключению в 1938 году её контракта с кинокомпанией Энрике Сусини Lumiton. В картине 1938 года «Работающие женщины» (исп. Mujeres que trabajan) она исполнила предстала в образе Катиты (итальянско-аргентинского повара), а её партнёрами были Меча Ортис и Тито Лусиардо, исполнившие роли придирчивых работодателей Катиты. Успех этой комедии стал причиной выхода уже в следующем году музыкального фильма «Кандида» с ней в главной роли.
Однако её персонажи, характерными чертами которых был сильный акцент и этнический юмор, вызывали раздражение у некоторого числа недоброжелателей. Консервативное правительство, находившееся у власти в Аргентине в то время, в 1940 году запретило ей выступать по радио, а в 1943 году пришедший к власти в стране генерал Педро Рамирес запретил ей появляться в кино, обвинив в «уродовании языка», что привело к её изгнанию в Мексику. Тем не менее, она продолжила играть Катиту или Кандиду во множестве фильмов, успев за это время сняться и в других заметных комедийных ролях, в том числе и в аргентинской адаптации Конрадо Нале Роксло пьесы французского драматурга Викторьена Сарду «Мадам Сен-Жен», снятой в 1945 году.
После свержения президента Хуана Перона в 1955 году Маршалл вернулась в Аргентину, возобновив там свою карьеру комедийной актрисы, исполнив свою первую роль после изгнания в фильме Хулио Сарасени «Катита — дама» (исп. Catita es una dama, 1956). Продолжая выступать на радио и в театре, она создавала множество других комедийных персонажей, представлявших собой сатиру на стереотипные аргентинские типажи женщин и отчасти мужчины). Её работа в театре помогла прославить имена её молодых коллег, таких как Сулли Морено, Энрике Пинти, Антонио Гасалья и Хуан Карлос Альтависта. Успех ей приносило и участие в театральных постановках, таких как Coqueluche (с Тельмой Бираль) и монолог 1972 года «Y se nos fue redepente».
Свою последняя роль в кино Нини Маршалл исполнила в фильме 1980 года «Как прекрасна моя семья!» (исп. ¡Qué linda es mi familia!), где её партнёром был заслуженный комический актёр Луис Сандрини, для которого из-за болезни эта картина также стала последней в кинокарьере. В этой ленте рассказывается история о том, как тихая пожилая пара соприкоснулась со славой. В 1981 году Нини Маршалл была удостоена премии Konex, в следующем году она завершила свою карьеру. В 1985 году Маршалл написала мемуары, а в 1988 году ненадолго вернулась на работу в театр к своему другу, драматургу Антонио Гасалье. В 1989 году Нини Маршалл была удостоена звания почётной гражданки Буэнос-Айреса. При этом награду она получала не из рук мэра, а от новоизбранного президента Аргентины Карлоса Менема, который извинился перед ней за преследование, которому она подверглась 40 лет назад. В 1992 году аргентинские кинорежиссёры Норма Алеандро и Альфредо Алькон вручили ей награду за жизненные достижения.
Нини Маршалл умерла в Буэнос-Айресе в 1996 году в возрасте 92 лет.